# Те живеят в нощта
„Те живеят в нощта“ (на английски: Live by Night) е американска криминална драма от 2016 г. с участието на Бен Афлек, който е сценарист и режисьор на филма. Базиран на едноименния роман на Денис Лихейн от 2012 г., филмът проследява амбициозен бутлегер на Ибор Сити (Афлек), който се превръща в известен гангстер. Във филма също участват Ел Фанинг, Брендан Глийсън, Крис Месина, Сиена Милър, Зоуи Салдана и Крис Купър.
Продуциран от „Уорнър Брос“, премиерата на филма се състои в Ню Йорк Сити на 13 декември 2016 г., по-късно е пуснат по кината в САЩ на 25 декември 2016 г.